# Krn
Der Krn (italienisch Monte Nero) (2.244 m) ist ein Berg in den Julischen Alpen in Slowenien. 
Der Krn war in den Isonzoschlachten (Juni 1915 bis November 1917) des Ersten Weltkrieges (1914–1918) ein bedeutender Stützpunkt der italienischen Armee. Durch einen Angriff des Alpinibataillons Exilles auf den Krn-Gipfel am 16. Juni 1915 wurden die österreichischen Verteidiger zurückgeworfen. Trotz wiederholten Anstrengungen konnte der Gipfel durch die österreichischen Kompanien nicht zurückerobert werden. Die neue Frontlinie verlief nun von der Krnska skrbina zur Batognica. Der Krn-Gipfel wurde nun stark befestigt und mit zahlreichen Kavernen und Stellungen ausgebaut.
Nachdem die zwölfte Isonzoschlacht begonnen hatte, wurde die italienische Gipfelbesatzung von den vorwärts stürmenden österreichischen und deutschen Soldaten einfach ignoriert und somit von der Talstellung isoliert. Nach drei Tagen, die österreichischen und deutschen Truppen waren längst jenseits der Grenze, ergaben sich die restlichen Alpini-Einheiten unter Vernichtung der Dokumente und wichtigen Apparate und marschierten in die Gefangenschaft. Teilweise wurden die Gefangenen sogar bis Deutschland gebracht.
Durch heftigen Beschuss durch die italienische und österreichische Artillerie wurde der Gipfel des Krn zerstört. Deshalb ist er heute etwas niedriger. Umfangreiche Ausstellung dazu im Museum in Kobarid (ital: Caporetto).